# SN 2004bg
SN 2004bg – supernowa typu Ia odkryta 7 kwietnia 2004 roku w galaktyce UGC 6363. W momencie odkrycia miała maksymalną jasność 15,50m.